# Legg Mason Tennis Classic 2007
Legg Mason Tennis Classic 2007 — тенісний турнір, що проходив на кортах з твердим покриттям у місті Washington, D. C., США з 30 липня . Належав до категорії International Series.

## Фінальна частина

### Одиночний розряд
Енді Роддік —  Джон Ізнер 6–4, 7–6(7–4)

### Парний розряд
Боб Браян /  Майк Браян —  Джонатан Ерліх /  Енді Рам 7–6(7–5), 3–6, [10–7]